# Sonnet 66

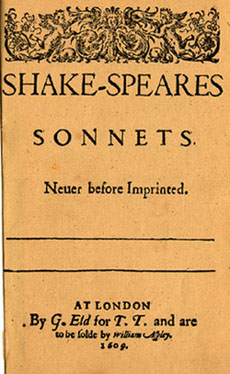
Sonnetten van Shakespeare, 1609

Sonnet 66 is een van de 154 sonnetten van de Engelse toneelschrijver en dichter William Shakespeare. Het maakt deel uit van de zogenaamde Fair Youth-sonnetten, een reeks sonnetten waarin de dichter zijn liefde verklaart aan een jongeman. In dit sonnet baalt de dichter zodanig van de corruptie in de wereld dat hij verlangt te sterven. Alleen zijn verbondenheid met zijn geliefde weerhoudt hem daarvan.

## Shakespeares tekst
| Sonnet 66 Tired with all these, for restful death I cry: As, to behold desert a beggar born, And needy nothing trimm'd in jollity, And purest faith unhappily forsworn, And gilded honour shamefully misplaced, And maiden virtue rudely strumpeted, And right perfection wrongfully disgraced, And strength by limping sway disablèd, And art made tongue-tied by authority, And folly, doctor-like, controlling skill, And simple truth miscalled simplicity, And captive good attending captain ill. Tired with all these, from these would I be gone, Save that to die I leave my love alone. |

## Vertaling
(Jules Grandgagnage, 2010)
Sonnet 66
Hondsmoe ben ik, en sterven is mijn wens
Van eerzamen als bedelaar t' aanschouwen, 
En onbenullen met een rijke pens,
En door het valse lot geschaad vertrouwen,
En eerbetoon aan dwaze baantjesjagers
En onbesmette deugd tot hoer verlaagd,
En zuivere perfectie afgekraakt,
En kracht door zwakkeren ten val gebracht.
En kunst door blind bestuur monddood gemaakt,
En dwaasheid in een doktersjas verkleed,
En simpele waarheid om zijn aard versmaad,
En goedheid die moet buigen voor de zweep.
Het liefste ging 'k moegestreden heen,
Maar jij, mijn liefde, laat ik niet alleen.

## Analyse
Shakespeares sonnetten zijn voornamelijk geschreven in een metrum genaamd jambische pentameter, een rijmschema waarin elke sonnetregel bestaat uit tien lettergrepen. De lettergrepen zijn verdeeld in vijf paren, jamben genoemd, waarbij elk paar begint met een onbeklemtoonde lettergreep.
In Sonnet 66 is de dichter levensmoe. In zijn wanhoop somt hij al zijn ergernissen en grieven op over de toestand van de samenleving. De spreker hekelt drie dingen: de algemene oneerlijkheid van het leven, de heersende maatschappelijke immoraliteit en een onderdrukkende regering. In tegenstelling tot de meeste andere sonnetten van Shakespeare, waar een verandering van toon of stemming plaatsvindt vanaf regel 9, verandert het sonnet pas met de laatste versregel: de minnaar van de dichter geeft zin aan zijn leven en dat weerhoudt hem ervan om de dood te verkiezen.